# Far Side of the Moon
The Far Side of the Moon (franska: La face cachée de la lune) är en kanadensisk långfilm från 2003 i regi av Robert Lepage, med Robert Lepage, Anne-Marie Cadieux, Marco Poulin och Céline Bonnier i rollerna.

## Handling
Efter det att en man förlorat sin mor söker han efter meningen med livet och universum, samt att försöka förbättra relationen med den enda familjen han har kvar, hans bror. De två är dock mycket olika varandra, den ena med båda fötterna på jorden medan den andra ägnar sig åt att spela in en informationsfilm om livet på jorden, tänkt för utomjordingar.

## Rollista (i urval)
- Robert Lepage - Phillippe/André
- Céline Bonnier - Nathalie
- Anne-Marie Cadieux - La mère
- Lorraine Côté - Marie-Madeleine Bonsecours
- Sophie Faucher - L'animatrice
- Richard Fréchette - Le docteur
- Érika Gagnon - La préposée
- Gregory Hlady - Interprète
- Marco Poulin - Carl

## Om filmen
Filmen är en filmatisering av en pjäs som regissören, producenten och huvudrollsinnehavaren Robert Lepage skrev. Han spelar rollen som båda bröderna Phillippe och André, och har ett förflutet i teatern.